# Pommerieux
Pommerieux é uma comuna francesa na região administrativa da Pays de la Loire, no departamento de Mayenne. Estende-se por uma área de 23,2 km². Em 2010 a comuna tinha 677 habitantes (densidade: 29,2 hab./km²).